# Микроболометр

Поперечный разрез микроболометра

Микроболо́метр — особый тип болометра, используемый в качестве детектора в тепловизионной камере. Инфракрасное излучение с длиной волны от 7,5 до 14 мкм попадает на материал детектора, нагревая его и тем самым изменяя его электрическое сопротивление, что можно использовать для создания изображения. В отличие от других типов оборудования для обнаружения инфракрасного излучения, микроболометры не требуют охлаждения.

## Принцип действия

Схематическое устройство одного пикселя микроболометра

Микроболометр представляет собой неохлаждаемый термодатчик. Предыдущие термодатчики с высоким разрешением требовали экзотических и дорогих методов охлаждения, включая охладители с циклом Стирлинга и охладители с жидким азотом. Эти методы охлаждения сделали первые тепловизоры дорогими в эксплуатации и громоздкими для перемещения. Кроме того, старые тепловизоры требовали охлаждения более 10 минут, прежде чем их можно было использовать.
Микроболометр состоит из матрицы пикселей, каждый из которых состоит из нескольких слоев. Диаграмма поперечного сечения, показанная на рисунке 1, дает обобщенный вид пикселя. Каждая компания, производящая микроболометры, имеет свою собственную уникальную технологию их производства и использует разные поглощающие слои. В этом примере нижний слой состоит из кремниевой подложки и считывающей интегральной схемы (СИС). Электрические контакты осаждаются единым покрытием, а затем выборочно вытравливаются. Под материалом, поглощающим ИК-излучение, создается отражатель, например, титановое зеркало. Поскольку некоторое количество света может пройти через поглощающий слой, отражатель перенаправляет этот свет назад, чтобы обеспечить максимально возможное поглощение, что позволяет создавать более сильный сигнал. Затем наносится расходуемый слой, чтобы позже в процессе можно было создать зазор для термической изоляции материала, поглощающего ИК-излучение от СИС. Затем наносится слой поглощающего материала и выборочно протравливается, чтобы можно было создать окончательные контакты. Чтобы создать окончательную мостовидную структуру, показанную на рисунке 1, жертвенный слой удаляют, так что поглощающий материал подвешивается примерно на 2 мкм над схемой считывания. Поскольку микроболометры не подвергаются никакому охлаждению, поглощающий материал должен быть термически изолирован от нижнего ROIC, и мостовидная структура позволяет это сделать. После того, как массив пикселей создан, микроболометр герметизируется в вакууме, чтобы увеличить срок службы устройства. В некоторых случаях весь процесс изготовления выполняется в вакууме.
Качество изображений, создаваемых с помощью микроболометров, продолжает расти. Ранее матрица микроболометров обычно была двух размеров: 320×240 пикселей или менее дорогой 160×120 пикселей. Современные технологии привели к производству устройств с разрешением 640×480 или 1024×768 пикселей. Также произошло уменьшение размеров отдельных пикселей. Размер пикселя ранее обычно составлял 45 мкм и был уменьшен до 12 мкм в современных устройствах. По мере уменьшения размера пикселя и пропорционального увеличения количества пикселей на единицу площади создается изображение с более высоким разрешением, но с более высоким NETD (англ: Noise Equivalent Temperature Difference) - перепад температур, эквивалентный шуму,  из-за того, что меньшие пиксели менее чувствительны к ИК-излучению.

## Преимущества
- Небольшие размеры и вес. Это позволяет, например, устанавливать неохлаждаемые микроболометрические тепловизоры на каски.
- Обеспечивают реальный видеовыход сразу после включения питания.
- Низкое энергопотребление по сравнению с тепловизорами с охлаждаемым детектором.
- Очень большое среднее время наработки на отказ.
- Менее дорогие по сравнению с камерами на основе охлаждаемых детекторов.

## Недостатки
- Менее чувствительны (из-за более высокого уровня шума), чем охлаждаемые тепловые и фотонные датчики формирования изображения, и в результате не могут соответствовать разрешению приборов, основанных на охлаждаемых полупроводниках.